# HD 110287
HD 110287，又名CD-45 7944，SAO 223601、HR 4818，是一颗恒星，视星等为5.84，位于銀經301.12，銀緯16.69，其B1900.0坐标为赤經12h 35m 53.2s，赤緯-45° 16.69′ 53″。